# Call My Agent - Italia
Call My Agent - Italia è una serie televisiva italiana trasmessa su Sky Serie dal 20 gennaio 2023. Si tratta del remake della serie televisiva francese Chiami il mio agente! (Dix pour cent), trasmessa dal 2015 al 2020 su France Télévisions.
La serie è stata rinnovata per una seconda stagione, le cui riprese sono iniziate a maggio 2023, ed è stata confermata anche per una terza stagione, le cui riprese hanno preso il via nel marzo 2025. La serie è stata riconosciuta con tre Nastri d'argento - Grandi Serie.

## Trama
La serie racconta il mondo dello spettacolo italiano visto dagli occhi degli agenti che ogni giorno hanno a che fare con attori, conduttori e personaggi di spicco del settore.

## Episodi
| Stagione         | Episodi | Prima TV |
| ---------------- | ------- | -------- |
| Prima stagione   | 6       | 2023     |
| Seconda stagione | 6       | 2024     |

## Personaggi e interpreti

### Personaggi principali
- Vittorio Baronciani (stagione 1-in corso), interpretato da Michele Di Mauro.
Agente di spicco della CMA e padre segreto di Camilla Zanon.
- Lea Martelli (stagione 1-in corso), interpretata da Sara Drago.
Altra importante agente che avrà una relazione segreta con la finanziera Caterina De Paolis.
- Gabriele Di Lillo (stagione 1-in corso), interpretato da Maurizio Lastrico.
Altro agente di talento della CMA.
- Elvira Bo (stagioni 1-2), interpretata da Marzia Ubaldi.
La più anziana e navigata tra le agenti della CMA.
- Monica Ferri (stagione 1-in corso), interpretata da Sara Lazzaro.
È l’assistente di Vittorio.
- Pierpaolo Puglisi, interpretato da Francesco Russo.
È l’assistente di Gabriele.
- Camilla Zanon (stagione 1-in corso), interpretata da Paola Buratto.
La nuova arrivata alla CMA è in realtà la figlia segreta di Vittorio Baronciani. Diventa l’assistente di Lea.
- Sofia De Rosa (stagione 1-in corso), interpretata da Kaze.
Centralinista della CMA che avrà una relazione con Gabriele il quale la aiuterà a fare l’attrice.

### Personaggi secondari
- Maggiore Caterina De Paolis (stagione 1), interpretata da Livia Rossi.
Giovane finanziera mandata a fare dei controlli sulla contabilità della CMA; finisce per innamorarsi di Lea Martelli.
- Guenda Neri (stagione 1-in corso), interpretata da Rosanna Gentili.
Agente rivale della CMA.
- Lavinia Rondi (stagione 1-in corso), interpretata da Manuela Mandracchia.
Moglie di Vittorio Baronciani.
- Luana Pericoli (stagione 1-in corso), interpretata da Emanuela Fanelli.
Una delle attrici più stravaganti dell'agenzia che cerca in tutti i modi di ottenere delle parti e di imporsi anche come regista.
- Lara (stagione 2-in corso), interpretata da Cecilia Bertozzi.
Sceneggiatrice e nuova fiamma di Lea.
- Evaristo Loy (stagione 2-in corso), interpretato da Pietro De Nova.
È apparentemente l’assistente di Gabriele Muccino ma in realtà è il nuovo capo della CMA.
- Claudio Maiorana (stagione 1), interpretato da Federico Fazioli.
Titolare della CMA che decide di trasferirsi a Bali e di lasciare l'agenzia.
- Davide Baronciani (stagione 1-in corso), interpretato da Filippo De Carli.
Figlio di Vittorio e Lavinia, inizia a frequentare Camilla fino a quando non scopriranno di essere fratellastri.
- Avvocato di Claudio (stagione 1), interpretato da Massimo Cagnina.
- Pucci Conte (stagione 2), interpretata da Anna Della Rosa.
- Balbo (stagione 2), interpretato da Alberto Basaluzzo. 
 Regista che molesta Sofia durante un provino e che poi si scopre avere allungato le mani anche su Lara.

### Guest star

#### Prima stagione
- Paola Cortellesi
- Alberto Angela
- Paolo Genovese
- Paolo Sorrentino
- Pif
- Livio Beshir
- Ivana Spagna
- Pierfrancesco Favino
- Anna Ferzetti
- Greta Favino
- Lea Favino
- Piera Detassis
- Joe Bastianich
- Federico Ielapi
- Matilda De Angelis
- Stefano Accorsi
- Corrado Guzzanti
- Dominique Besnehard

#### Seconda stagione
- Corrado Guzzanti (personaggio ricorrente in più episodi)
- Gabriele Muccino
- Valeria Bruni Tedeschi
- Valeria Golino
- Mattia Stanga
- Francesco Vedovati
- Gianmarco Tognazzi
- Massimiliano Caiazzo
- Claudio Santamaria
- Francesca Barra
- Greta Molfino
- Andrea Pennacchi
- Serena Rossi
- Davide Devenuto
- Giorgio Locatelli
- Bruno Barbieri
- Elodie
- Sabrina Impacciatore
- Dario Argento
- Mattia Carzaniga
- Alberto Barbera
- Simone Belli

#### Terza stagione
- Corrado Guzzanti
- Luca Argentero
- Michelle Hunziker
- Aurora Ramazzotti
- Stefania Sandrelli
- Marco Bocci
- Vinicio Marchioni
- Francesco Montanari
- Edoardo Pesce
- Alessandro Roja
- Daniela Virgilio
- Miriam Leone
- Ficarra e Picone
- Nicolas Maupas
- Gianmarco Saurino

## Riconoscimenti
Nastri d'argento - Grandi Serie
- 2023 – Miglior serie TV - Comemdia[5]
- 2023 – Nastro d'argento Speciale - Cameo a Paolo Sorrentino
- 2023 – Candidatura alla miglior attrice non protagonista a Emanuela Fanelli
- 2024 – Miglior serie TV - Commedia[6]
- 2024 – Nastro d'argento Speciale - Protagonisti dell'anno a Gabriele Muccino